# Eduard Rappoldi

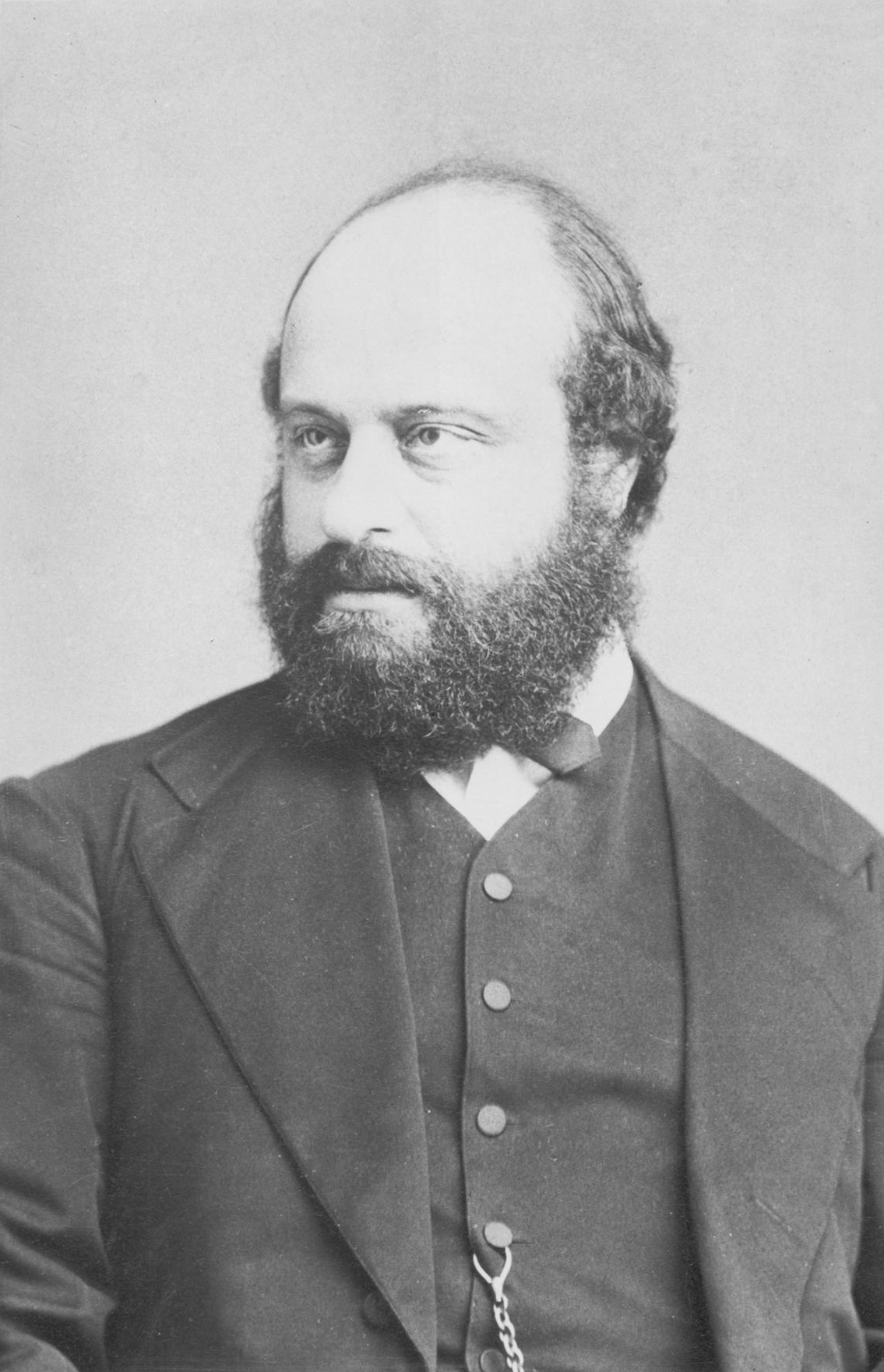
Eduard Rappoldi (zwischen 1871 und 1877)

Eduard Rappoldi, eigentlich Eduard Rappold (* 21. Februar 1839 in Wien; † 16. Mai 1903 in Dresden) war ein österreichischer Geiger und Komponist.

## Leben
Rappoldi spielte bereits im Kindesalter Klavier und Violine und bekam Klavierunterricht. Schon im Alter von sieben Jahren trat er mit eigenen Kompositionen auf. Er war Schüler bei Leopold Jansa und Josef Böhm und ab 1854 bei Georg Hellmesberger senior am Konservatorium der Gesellschaft der Musikfreunde in Wien.
Bis 1861 war Rappoldi Mitglied des Wiener Hofopernorchesters. Nach seiner Zeit als Konzertmeister an der Deutschen Oper in Rotterdam war Rappoldi Kapellmeister in Lübeck, Stettin und Prag und arbeitete ab 1871 als Lehrer für Violine an der Königlichen Hochschule für Musik in Berlin. 1876 wurde Rappoldi zum königlich-sächsischen Professor ernannt. Von 1877 bis 1893 unterrichtete Rappoldi Violine am Konservatorium Dresden. Bis zu seiner Pensionierung im Jahr 1898 war er Hofkonzertmeister am Dresdner Hoftheater.
Rappoldi veröffentlichte unter anderem jeweils zwei Streichquartette, kleine Symphonien und Klavier-Violinsonaten sowie circa 30 Lieder. 
1870 lernte Eduard Rappoldi die Pianistin Laura Kahrer (1853–1925) kennen, die er vier Jahre später heiratete. Mit ihr hatte Rappoldi fünf Kinder, eines von ihnen war der Violinist Adrian Rappoldi (1876–1948).

## Nachweise
1. ↑  Berühmte israelitische Männer und Frauen in der Kulturgeschichte der Menschheit - Eduard Rappoldi. In: lexikus.de. Abgerufen am 3. März 2017.

| Personendaten    | Personendaten                         |
| ---------------- | ------------------------------------- |
| NAME             | Rappoldi, Eduard                      |
| ALTERNATIVNAMEN  | Rappold, Eduard (wirklicher Name)     |
| KURZBESCHREIBUNG | österreichischer Geiger und Komponist |
| GEBURTSDATUM     | 21. Februar 1839                      |
| GEBURTSORT       | Wien                                  |
| STERBEDATUM      | 16. Mai 1903                          |
| STERBEORT        | Dresden                               |